# Fettomsättning
Fettomsättning eller lipidmetabolism, är den del av ämnesomsättningen som omsätter fetter, såväl anabol (bildning) som katabol (nedbrytning) omsättning av dem. Med fett menas till exempel kolesterol, steroider, fettsyror, eikosanoider, ketonkroppar,  triglycerider och glykolipider.
Lipidmetabolism är syntes och nedbrytning av lipider i celler, vilket omfattar nedbrytning och lagring av fetter för energi och syntes av strukturella och funktionella lipider, som de som är ingår i bildandet av cellmembran. Hos djur erhålls dessa fetter från mat och syntetiseras av levern. Lipogenes är processen för att syntetisera dessa fetter. Majoriteten av de lipider som finns i människokroppen från intag av mat är triglycerider och kolesterol. Andra typer av lipider som finns i kroppen är fettsyror och membranlipider. Lipidmetabolism anses ofta vara matsmältningen och absorptionsprocessen av fett i kosten. Det finns dock två fettkällor som organismer kan använda för att få energi, från konsumerade dietfetter och från lagrat fett. Ryggradsdjur (inklusive människor) använder båda fettkällorna för att producera energi för att organ som hjärtat ska fungera. Eftersom lipider är hydrofoba molekyler måste de solubiliseras innan deras metabolism kan börja. Lipidmetabolismen börjar ofta med hydrolys, som sker med hjälp av olika enzymer i matsmältningssystemet. Lipidmetabolism förekommer också i växter, även om processerna skiljer sig åt på vissa sätt jämfört med djur. Det andra steget efter hydrolysen är absorptionen av fettsyrorna i tarmväggens epitelceller. I epitelcellerna packas fettsyror och transporteras till resten av kroppen.

## Lipidnedbrytning
Matsmältningen är det första steget till lipidmetabolism, och det är processen att bryta ner triglyceriderna till mindre monoglyceridenheter med hjälp av lipasenzymer. Matsmältningen av fetter börjar i munnen genom kemisk nedbrytning av lingualt lipas. Intaget kolesterol bryts inte ner av lipaserna och förblir intakt tills det kommer in i tunntarmens epitelceller. Lipider fortsätter sedan till magsäcken där kemisk nedbrytning fortsätter genom maglipas och mekanisk nedbrytning börjar (peristaltiken). Majoriteten av lipidnedbrytningen och absorptionen sker dock när fetterna når tunntarmen. Kemikalier från bukspottkörteln (pankreatisk lipasfamilj och gallsaltberoende lipas) utsöndras i tunntarmen för att hjälpa till att bryta ned triglyceriderna, tillsammans med ytterligare mekanisk nedbrytning, tills de är individuella fettsyraenheter som kan absorberas i tunntarmens epitelceller. Det är pankreaslipaset som utför signalering till hydrolysen av triglyceriderna till separata fria fettsyror och glycerolenheter. 

## Lipidabsorption

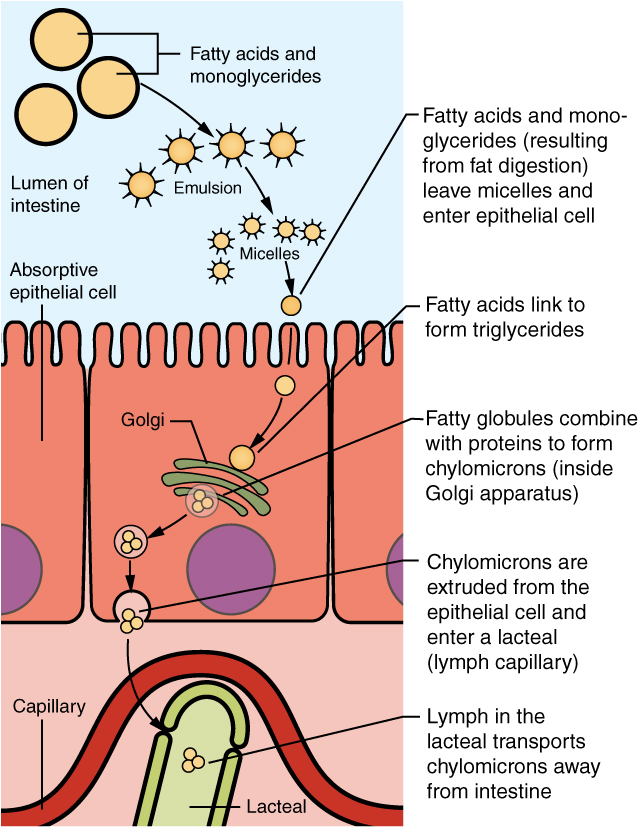
Flödesschema som visar lipidabsorptionprocessen

Det andra steget i lipidmetabolism är absorption av fetter. Kortkedjiga fettsyror kan tas upp i magen, medan det mesta av fettupptaget sker endast i tunntarmen. När triglyceriderna bryts ner till individuella fettsyror och glyceroler, tillsammans med kolesterol, kommer de att aggregera till strukturer som kallas miceller. Fettsyror och monoglycerider lämnar micellerna och diffunderar över membranet för att komma in i tarmepitelcellerna. I epitelcellernas cytosol rekombineras fettsyror och monoglycerider tillbaka till triglycerider. I cytosolen hos epitelceller packa triglycerider och kolesterol till större partiklar som kallas chylomikroner som är amfipatiska strukturer som transporterar smälta lipider. Chylomikroner kommer att transporteras genom blodomloppet för att komma in i fettvävnad och andra vävnader i kroppen.

## Lipidtransport
På grund av den hydrofoba naturen hos membranlipider, triglycerider och kolesteroler kräver de speciella transportproteiner som kallas lipoproteiner. Den amfipatiska strukturen av lipoproteiner gör att triglyceriderna och kolesterolet kan transporteras genom blodet. Chylomikroner är en undergrupp av lipoproteiner som transporterar de smälta lipiderna från tunntarmen till resten av kroppen. De varierande tätheterna mellan typerna av lipoproteiner är karakteristiska för vilken typ av fett de transporterar. Till exempel bär mycketlågdensitetslipoproteiner (VLDL) triglyceriderna som syntetiseras av vår kropp och lågdensitetslipoproteiner (LDL) transporterar kolesterol till våra perifera vävnader. Ett antal av dessa lipoproteiner syntetiseras i levern, men inte alla kommer från detta organ.

## Lipidlagring
Lipider lagras i vit fettvävnad som triglycerider. Hos en mager ung vuxen människa representerar massan av lagrade triglycerider cirka 10–20 kg. Triglycerider bildas från en ryggrad av glycerol med tre fettsyror. Fria fettsyror aktiveras till acyl-CoA och förestras för att slutligen nå triglyceriddroppen. Lipoproteinlipas har en viktig roll.

## Lipidkatabolism
När väl chylomikronerna (eller andra lipoproteiner) färdas genom vävnaderna kommer dessa partiklar att brytas ned av lipoproteinlipas i den luminala ytan av endotelceller i kapillärer för att frigöra triglycerider. Triglycerider kommer att brytas ner till fettsyror och glycerol innan de kommer in i cellerna och kvarvarande kolesterol kommer förflyttas genom blodet till levern.
I cellens cytosol (till exempel en muskelcell) kommer glycerolen att omvandlas till glyceraldehyd 3-fosfat, som är en mellanprodukt i glykolysen, för att ytterligare oxideras och producera energi. Men de viktigaste stegen av fettsyrornas katabolism inträffar i mitokondrierna. Långkedjiga fettsyror (mer än 14 kol) måste omvandlas till fettacyl-CoA för att passera över mitokondriemembranet.  Fettsyrakatabolism börjar i cellernas cytoplasma eftersom acyl-CoA-syntetas använder energin från klyvning av en ATP för att katalysera tillsatsen av koenzym A till fettsyran. Den resulterande acyl-CoA passerar mitokondriernas membran och går in i betaoxidationsprocessen. Huvudprodukterna av betaoxidationsvägen är acetyl-CoA (som används i citronsyracykeln för att producera energi), NADH och FADH. Processen med betaoxidation kräver följande enzymer: acyl-CoA-dehydrogenas, enoyl-CoA-hydratas, 3-hydroxyacyl-CoA-dehydrogenas och 3-ketoacyl-CoA-tiolas. Diagrammet till vänster visar hur fettsyror omvandlas till acetyl-CoA. Den totala nettoreaktionen, med användning av palmitoyl-CoA (16:0) som modellsubstrat är: 
7 FAD + 7 NAD+ + 7 CoASH + 7 H2O + H(CH2CH2)7CH2CO-SCoA → 8 CH3CO-SCoA + 7 FADH2 + 7 NADH + 7 H+

## Lipidbiosyntes
Förutom kostfetter är lagringslipider som lagras i fettvävnaderna en av de viktigaste energikällorna för levande organismer. Triacylglyceroler, lipidmembran och kolesterol kan syntetiseras av organismerna genom olika vägar. 

### Membranlipidbiosyntes
Det finns två huvudklasser av membranlipider: glycerofosfolipider och sfingolipider. Även om många olika membranlipider syntetiseras i vår kropp, delar deras vägar samma mönster. Det första steget är att syntetisera ryggraden (sfingosin eller glycerol), det andra steget är tillsatsen av fettsyror till ryggraden för att göra fosfatidinsyra. Fosfatidinsyra modifieras ytterligare genom att olika hydrofila huvudgrupper fästs vid ryggraden. Membranlipidbiosyntes sker i det endoplasmatiska retikulummembranet.

### Triglyceridbiosyntes
Fosfatidinsyran är också en prekursor för triglyceridbiosyntes. Fosfatidinsyrafosfotas katalyserar omvandlingen av fosfatidinsyra till diacylglycerid, som kommer att omvandlas till triglycerider av acyltransferas. Triglyceridbiosyntes sker i cytosolen.

### Fettsyrabiosyntes
Prekursorn för fettsyror är acetyl-CoA och den förekommer i cellens cytosol. Den totala nettoreaktionen, med användning av palmitat (16:0) som modellsubstrat är: 
8 Acetyl-coA + 7 ATP + 14 NADPH + 6H+ → palmitat + 14 NADP+ + 6H2O + 7ADP + 7P¡

### Kolesterolbiosyntes
Kolesterol kan tillverkas av acetyl-CoA genom en flerstegsväg som kallas isoprenoidväg. Kolesteroler är viktiga eftersom de kan modifieras för att bilda olika hormoner i kroppen som progesteron. 70 procent av kolesterolbiosyntesen sker i levercellers cytosol.  

## Störningar i lipidmetabolismen
Lipidmetabolismstörningar (som medfödda fel i lipidmetabolismen) är sjukdomar där det uppstår problem med att bryta ner eller syntetisera fetter (eller fettliknande ämnen). Lipidmetabolismstörningar är förknippade med en ökning av koncentrationerna av plasmalipider i blodet såsom LDL-kolesterol, VLDL och triglycerider som oftast leder till hjärt-kärlsjukdomar. En stor del av tiden är dessa sjukdomar ärftliga, vilket betyder att det är ett tillstånd som överförs från förälder till barn genom deras gener. Gauchers sjukdom (typ I, II och III), Niemann-Picks sjukdom, Tay-Sachs sjukdom och Fabrys sjukdom är alla sjukdomar där de drabbade kan ha en störning i kroppens lipidmetabolism. Mer sällsynta sjukdomar som rör en störning av lipidmetabolismen är sitosterolemi, Wolmans sjukdom, Refsums sjukdom och cerebrotendinös xanthomatosis.